# Calcutta Theatre
Calcutta Theatre var en historisk teater i Calcutta, grundad 1775 och aktiv till 1808. 
Den första teaterlokalen i Calcutta var "The Playhouse", en blygsam liten lokal uppförd 1756, men denna var endast tillfällig. Calcutta Theatre grundades för att ersätta denna och var stadens första verkliga teaterbyggnad. Det blev en rollmodell för senare brittiska teatrar i kolonierna och den ledande teatern i Calcutta i fyrtio år. 
Den brittiske skådespelaren Bernard Massinck (eller Massing) utsågs till dess direktör på rekommendation av David Garrick, och teatern framförde engelskt drama på engelska språket av engelska aktörer.  Länge engagerades endast manliga amatörskådespelare vid teatern. Direktörerna ville inte tillåta vare sig kvinnliga amatörer eller skådespelerskor att framträda i en koloni som då ännu hade få brittiska kvinnor: inga kvinnor uppträdde på scen i Indien förrän vid Emma Bristows amatörteater 1789-90, och inga yrkesskådespelerskor började uppträda med grundandet av Chowringhee Theatre 1813. 
Calcutta Theatre fick från 1789 konkurrenter av flera mindre scener, som Mrs Emma Bristow's theatre 1789-90, Wheler Place theatre 1797-98, Atheneum theatre 1812-14. Den gick bankrutt och stängdes 1808, och ersattes av Chowringhee Theatre, grundad 1813. 